# تاي تي 625 غوكبي

تاي تي 625 غوكبي هي مروحية من تطوير الشركة التركية لصناعات الفضاء.